# Marios Tokas
Marios Tokas (gr.: Μάριος Τόκας; ur. 8 czerwca 1954 w Limassol, zm. 27 kwietnia 2008 w Atenach) – cypryjski i grecki kompozytor, pianista, gitarzysta, wokalista, twórca muzyki filmowej i teatralnej.

## Życiorys
Marios Tokas urodził się na Cyprze, gdzie spędził swoje dzieciństwo i młodzieńcze lata. Podczas inwazji tureckiej w 1974 r. służył w wojsku i brał udział w działaniach wojennych. Po zakończeniu wojny wyjechał do Aten, aby studiować filozofię na uniwersytecie. Równolegle uczył się w Konserwatorium Narodowym, które ukończył z doskonałym wynikiem.
W greckiej dyskografii pojawił się po raz pierwszy w 1978 r. Jego pierwszy album z wokalistą Manolisem Mitsiasem został zatytułowany Τα Τραγούδια της Παρέας. W kolejnych latach współpracował z największymi nazwiskami greckiej piosenki, wśród których byli: Dimitris Mitropanos, Giannis Parios, Pashalis Terzis, Glykeria, Charis Aleksiu, Dimitra Galani, Anthony Kalogiannis, Tolis Voskopoulos, Marinella, Stelios Kazantzidis, Lakis Chalkias, Aleka Kanellidou, Katerina Kouka, Vasilis Skoulas i inni. Szybko odniósł sukces, a jego muzyka stała się bardzo popularna wśród Greków. Część utworów miała charakter patriotyczny, często nawiązywał do swoich przeżyć na Cyprze w okresie dzieciństwa i wojny.
Tworzył muzykę do przedstawień teatralnych, produkcji filmowych i telewizyjnych, a także pisał muzykę do popularnych piosenek dla dzieci, m.in. do tekstów pisarza Fondasa Ladisa. W 1996 r. odwiedził Athos, nazywaną Świętą Górą, gdzie studiował rękopisy mnicha Gerasimosa Mikragiannanitiego. Wywarły one na nim ogromne wrażenie i na ich podstawie skomponował utwór symfoniczny Theogennitor Maria, który został wykonany w katedrze św. Szczepana w Wiedniu w 2002 roku.
W dniu 8 marca 2001 r. został uhonorowany przez Glafkosa Kliridisa, ówczesnego prezydenta Republiki Cypryjskiej, orderem Makariosa III, najwyższym orderem państwa cypryjskiego. W 2002 r. otrzymał nagrodę Yannosa Kranidiotisa.
W 2004 roku Tokas i jego sześcioosobowa orkiestra wystąpili w Wiedniu. Koncert był współorganizowany przez Greek Society of Austria i Athens Sports Association „Pantalkis” przy wsparciu General Secretariat for Greeks Abroad i cypryjskiego ambasadora w Austrii.
Zmarł na raka 27 kwietnia 2008 r. Przed śmiercią odwiedził go w szpitalu prezydent Cypru Dimitris Christofias. Pochowany został w Atenach.

## Upamiętnienie
- Pomnik Mariosa Tokasa znajduje się w cypryjskim mieście Nikozja, przy Stasinou Ave[2].
- W 2018 r. poczta cypryjska wydała okazjonalny znaczek pocztowy z wizerunkiem kompozytora[3].

## Życie prywatne
Marios Tokas poślubił Amalię Petsopoulos, z którą miał troje dzieci: Harise, Kostisa i Angelosa.

## Filmografia

### Kompozytor
- 1981: Gyrismos
- 1998: Vios anthospartos
- 2002: I agapi irthe apo makrya
- 2003: Varea anthygieina

### Soundtrack
- 1991: Oi aparadektoi
- 1998: Vios anthospartos
- 2009: Chart show